# 名古屋市立牧の池中学校
名古屋市立牧の池中学校（なごやしりつ まきのいけちゅうがっこう）は、愛知県名古屋市名東区梅森坂一丁目401番地にある公立中学校。通称は「牧中」。

## 概要
1984年4月1日に名古屋市立高針台中学校から分離独立し開校。名古屋市立前山小学校、名古屋市立梅森坂小学校、名古屋市立牧の原小学校の児童が進学する。学校の近くに愛知県で3番目に大きい牧野池や牧野ヶ池緑地公園があり、自然環境豊かである。創立以来合唱指導に力を入れており、入学・卒業式、卒業生を送る会等行事で合唱が取り入れられることが多い。

## 沿革
- 1984年4月1日 - 名古屋市立高針台中学校から分離独立して開校。
- 1990年 - 全国中学校ハンドボール大会女子部で全国優勝
- 1992年 - 全国中学校ハンドボール大会女子部で3位。
- 2014年1月26日 - 平成25年度こども音楽コンクール中学校合唱部門で合唱部が審査員特別賞を受賞（全国準優勝）[WEB 1][WEB 2][WEB 3][注釈 1]。
- 2016年9月 - 中部合唱コンクール中学校混声合唱の部門で合唱部が金賞、津市教育委員会賞を受賞。第69回全日本合唱コンクール全国大会出場。

## 学区
名古屋市立前山小学校、名古屋市立梅森坂小学校、名古屋市立牧の原小学校の各学区

## 主な部活動

### 体育運動系
- サッカー部（男）
- バレーボール部（女）
- 卓球部（男女）
- バスケットボール部（男女）
- 陸上部（男女）

### 文化系
- 合唱部（男女）
- 美術部（男女）
- 園芸部（男女）

## 学校行事（生徒会行事も含む）
- CUMA（Clean Up Makinoike Action）
- MCP（Makinogaike Clean Project）
- 稲武野外学習（2年生）
- 修学旅行（3年生）
- 校外学習（1年生）
- 体育大会
- 合唱コンクール
- 作品展
- 3年生（卒業生）を送る会
- 卒業式

## 著名な卒業生
- たかだすみれ（シンガーソングライター）
- 石坂悠月（U16 バスケ日本代表）
- 愛内まこ（ニューハーフ)
- 呂布カルマ（ラッパー）
- 三遊亭ぽん太（落語家）